# Phong Đài
Phong Đài (tiếng Trung: 丰台区, pinyin: Fēngtái Qū, Hán Việt: Phong Đài khu là một quận nội thành của thủ đô Bắc Kinh, Trung Quốc. Quận Phong Đài có diện tích 304,2  km², dân số theo điều tra năm 2000 là 1.369.000 người và mật độ dân số là 4500 người/ km².